# Bataille de Gallinare
La bataille de Gallinare eut lieu en 1022 et opposa des Normands à une coalition anti-normande. 

## Histoire
Depuis les années 1010 au moins, les Normands servaient comme mercenaires dans le sud de l'Italie. Autour de l'an 1020, des mercenaires normands qui combattaient au service de la principauté lombarde de Salerne alors dirigée par le prince Guaimar III (994-1027), furent installés dans la région de Sora, dans le "pays de Comino", au château dit de "Gallinare", en accord avec l'empereur germanique Henri II le Boiteux (1014-1024). Très vite, les Normands trouvèrent trop petite la portion de territoire qui leur avait été accordée et se mirent à l'agrandir, aux dépens de leurs voisins, semant des troubles dans la région  ; de là éclatèrent des rixes sans fin avec la population et les seigneurs locaux qui tentèrent de chasser les Normands. L'un des ennemis les plus déclarés des Normands, un seigneur nommé Pierre, fils d'un certain Reynier, mena une coalition contre eux et organisa une embuscade. Il réunit ses hommes d'armes, attendit ceux de ses voisins qui voulaient bien se joindre à lui, et, ses préparatifs terminés, plaça, non loin du camp des Normands, un petit groupe de soldats, avec ordre de fuir devant l'ennemi et de l'attirer en un endroit où il se tenait caché avec les siens. Le stratagème réussit et les Normands, croyant poursuivre des fuyards en sous-nombre, se trouvèrent brusquement en face de 250 hommes bien armés et décidés à les massacrer. Les Normands, dirigés par un noble lombard nommé Étienne/Stéphane, n'étant que 25, se découragèrent et se crurent perdus ; ils jetèrent alors leurs armes et, montrant leurs mains vides au chef des coalisés Pierre, demandèrent grâce. Pierre répondit par un cri de mort. Voyant qu'ils ne pouvaient fuir, les Normands invoquèrent le nom du Seigneur et se jetèrent en avant avec leur bravoure habituelle et mirent l'ennemi en fuite ; 60 hommes sur 250 tombèrent victimes des Normands qui, de leur côté, n'eurent qu'un seul homme de tué, le gonfalonier. 

## Sources principales
- Aimé du Montcassin
- Léo d'Ostie